# Litoria prora
Litoria prora är en groddjursart som först beskrevs av Menzies 1969.  Litoria prora ingår i släktet Litoria och familjen lövgrodor. IUCN kategoriserar arten globalt som livskraftig. Inga underarter finns listade i Catalogue of Life.